# 喬波維奇
50°50′0″N 28°57′9″E / 50.83333°N 28.95250°E
喬波維奇（羅馬化：Chopovychi）是烏克蘭的市級鎮，位於該國北部日托米爾州，始建於十六世紀，面積7平方公里，海拔高度167米，2012年人口2,016，人口密度每平方公里288人。